# Coupe du monde de biathlon 1997-1998
Navigation
Édition précédente Édition suivante
La 21e édition de la Coupe du monde de biathlon débute le 6 décembre 1997 à Lillehammer et se conclut le 15 mars 1998 à Hochfilzen. Les Jeux olympiques de 1998 ont lieu à Nagano (Japon) et les Championnats du monde (comptant également pour la Coupe du monde) ont lieu à Pokljuka (Slovénie) et à Hochfilzen (Autriche). Le Norvégien Ole Einar Bjørndalen remporte pour la première fois le classement général devant le tenant du titre Sven Fischer, alors que Magdalena Forsberg obtient son deuxième gros globe de suite chez les femmes, gagnant aussi tous les petits globes de spécialité.

## Globes de cristal et titres mondiaux
| Disciplines       | Globes de cristal    | Champions olympiques | Champions du monde |
| ----------------- | -------------------- | -------------------- | ------------------ |
| Général           | Ole Einar Bjørndalen |                      |                    |
| Coupe des Nations | Norvège              |                      |                    |
| Individuel        | Halvard Hanevold     | Halvard Hanevold     |                    |
| Sprint            | Ole Einar Bjørndalen | Ole Einar Bjørndalen |                    |
| Poursuite         | Sven Fischer         |                      | Vladimir Dratchev  |
| Relais            | Allemagne            | Allemagne            |                    |
| Équipes           |                      |                      | Norvège            |

| Disciplines       | Globes de cristal  | Championnes olympiques | Championnes du monde |
| ----------------- | ------------------ | ---------------------- | -------------------- |
| Général           | Magdalena Forsberg |                        |                      |
| Coupe des Nations | Allemagne          |                        |                      |
| Individuel        | Magdalena Forsberg | Ekaterina Dafovska     |                      |
| Sprint            | Magdalena Forsberg | Galina Koukleva        |                      |
| Poursuite         | Magdalena Forsberg |                        | Magdalena Forsberg   |
| Relais            | Russie             | Allemagne              |                      |
| Équipes           |                    |                        | Russie               |

## Classements généraux

### Classements généraux
| Rang | Nom                  | Points | Victoire(s) |
| ---- | -------------------- | ------ | ----------- |
| 1    | Ole Einar Bjørndalen | 289    | 2           |
| 2    | Ricco Groß           | 286    | 1           |
| 3    | Sven Fischer         | 270    | 1           |
| 4    | Halvard Hanevold     | 263    | 2           |
| 5    | Raphaël Poirée       | 249    | 1           |
| 6    | Vladimir Dratchev    | 240    | 4           |
| 7    | Frank Luck           | 231    | 2           |
| 8    | Viktor Maigurov      | 230    |             |
| 9    | Frode Andresen       | 222    | 1           |
| 10   | Sergey Rozhkov       | 165    |             |

| Rang | Nom                     | Points | Victoire(s) |
| ---- | ----------------------- | ------ | ----------- |
| 1    | Magdalena Forsberg      | 387    | 6           |
| 2    | Uschi Disl              | 325    | 3           |
| 3    | Martina Zellner         | 255    |             |
| 4    | Corinne Niogret         | 238    | 1           |
| 5    | Galina Koukleva         | 227    | 3           |
| 6    | Andreja Koblar          | 221    | 1           |
| 7    | Petra Behle             | 194    | 1           |
| 8    | Albina Akhatova         | 184    |             |
| 9    | Ann Elen Skjelbreid     | 182    |             |
| 10   | Florence Baverel-Robert | 181    |             |

### Coupe des Nations
| Rang | Nation      | Points |
| ---- | ----------- | ------ |
| 1    | Norvège     | 5660   |
| 2    | Allemagne   | 5493   |
| 3    | Russie      | 5481   |
| 4    | Italie      | 4943   |
| 5    | Biélorussie | 4522   |
| 6    | Autriche    | 4452   |
| 7    | Slovénie    | 4371   |
| 8    | France      | 4122   |
| 9    | Finlande    | 4047   |
| 10   | Lettonie    | 4042   |

| Rang | Nation      | Points |
| ---- | ----------- | ------ |
| 1    | Allemagne   | 5560   |
| 2    | Russie      | 5454   |
| 3    | France      | 5151   |
| 4    | Norvège     | 5108   |
| 5    | Ukraine     | 4601   |
| 6    | Tchéquie    | 4465   |
| 7    | Biélorussie | 4192   |
| 8    | Suède       | 4019   |
| 9    | Finlande    | 3781   |
| 10   | Japon       | 3774   |

### Classement par discipline

#### Individuel
| Rang | Nom                  | Points |
| ---- | -------------------- | ------ |
| 1    | Halvard Hanevold     | 103    |
| 2    | Ricco Groß           | 94     |
| 3    | Ole Einar Bjørndalen | 71     |
| 4    | Pieralberto Carrara  | 70     |
| 5    | Viktor Maigurov      | 68     |

| Rang | Nom                | Points |
| ---- | ------------------ | ------ |
| 1    | Magdalena Forsberg | 99     |
| 2    | Uschi Disl         | 97     |
| 3    | Andreja Koblar     | 83     |
| 4    | Martina Zellner    | 78     |
| 5    | Olena Petrova      | 77     |

#### Sprint
| Rang | Nom                  | Points |
| ---- | -------------------- | ------ |
| 1    | Ole Einar Bjørndalen | 185    |
| 2    | Raphaël Poirée       | 161    |
| 3    | Frode Andresen       | 147    |
| 4    | Sven Fischer         | 147    |
| 5    | Vladimir Dratchev    | 145    |

| Rang | Nom                | Points |
| ---- | ------------------ | ------ |
| 1    | Magdalena Forsberg | 202    |
| 2    | Uschi Disl         | 171    |
| 3    | Corinne Niogret    | 152    |
| 4    | Galina Koukleva    | 141    |
| 5    | Martina Zellner    | 129    |

#### Poursuite
| Rang | Nom               | Points |
| ---- | ----------------- | ------ |
| 1    | Sven Fischer      | 72     |
| 2    | Ricco Groß        | 59     |
| 3    | Sergey Rozhkov    | 54     |
| 4    | Vladimir Dratchev | 51     |
| 5    | Frank Luck        | 51     |

| Rang | Nom                | Points |
| ---- | ------------------ | ------ |
| 1    | Magdalena Forsberg | 86     |
| 2    | Uschi Disl         | 57     |
| 3    | Corinne Niogret    | 53     |
| 4    | Galina Koukleva    | 49     |
| 5    | Martina Zellner    | 48     |

#### Relais
| Rang | Nation      | Points |
| ---- | ----------- | ------ |
| 1    | Allemagne   | 112    |
| 1    | Norvège     | 112    |
| 3    | Russie      | 98     |
| 4    | Biélorussie | 90     |
| 5    | Italie      | 87     |

| Rang | Nation    | Points |
| ---- | --------- | ------ |
| 1    | Russie    | 110    |
| 2    | Allemagne | 106    |
| 3    | France    | 100    |
| 4    | Norvège   | 96     |
| 5    | Tchéquie  | 91     |

## Calendrier et podiums

### Femmes
| 1. Lillehammer (6 décembre 1997 - 7 décembre 1997) |                   |                 |                    |                    |
| Date                                               | Épreuve           | Vainqueur       | Seconde            | Troisième          |
| 6/12/1997                                          | Sprint (7,5 km)   | Galina Koukleva | Olga Melnik        | Magdalena Forsberg |
| 7/12/1997                                          | Poursuite (10 km) | Galina Koukleva | Magdalena Forsberg | Uschi Disl         |

| 2. Östersund (11 décembre 1997 - 14 décembre 1997) |                     |                                                                                         |                                                                     |                                                                       |
| Date                                               | Épreuve             | Vainqueur                                                                               | Seconde                                                             | Troisième                                                             |
| 11/12/1997                                         | Individuel (15 km)  | Andreja Koblar                                                                          | Magdalena Forsberg                                                  | Olena Petrova                                                         |
| 13/12/1997                                         | Sprint (7,5 km)     | Magdalena Forsberg                                                                      | Olena Zubrilova                                                     | Galina Koukleva                                                       |
| 14/12/1997                                         | Relais (4 × 7,5 km) | France- Florence Baverel-Robert - Emmanuelle Claret - Christelle Gros - Corinne Niogret | Allemagne- Uschi Disl - Martina Zellner - Katrin Apel - Petra Behle | Russie- Olga Melnik - Galina Koukleva - Albina Akhatova - Anna Sprung |

| 3. Kontiolahti (18 décembre 1997 - 21 décembre 1997) |                     |                                                                              |                                                                                   |                                                                                    |
| Date                                                 | Épreuve             | Vainqueur                                                                    | Seconde                                                                           | Troisième                                                                          |
| 18/12/1997                                           | Sprint (7,5 km)     | Uschi Disl                                                                   | Martina Zellner                                                                   | Svetlana Ichmouratova                                                              |
| 20/12/1997                                           | Poursuite (10 km)   | Magdalena Forsberg                                                           | Svetlana Ichmouratova                                                             | Martina Zellner                                                                    |
| 21/12/1997                                           | Relais (4 × 7,5 km) | Tchéquie- Kateřina Holubcová - Jiřina Pelcová - Irena Česneková - Eva Háková | France- Florence Baverel-Robert - Anne Briand - Christelle Gros - Corinne Niogret | Allemagne- Uschi Disl - Simone Greiner-Petter-Memm - Katrin Apel - Martina Zellner |

| 4. Ruhpolding (8 janvier 1998 - 11 janvier 1998) |                     |                                                                            |                                                                     |                                                                                              |
| Date                                             | Épreuve             | Vainqueur                                                                  | Seconde                                                             | Troisième                                                                                    |
| 8/01/1998                                        | Sprint (7,5 km)     | Magdalena Forsberg                                                         | Petra Behle                                                         | Corinne Niogret                                                                              |
| 10/01/1998                                       | Sprint (7,5 km)     | Petra Behle                                                                | Martina Zellner                                                     | Corinne Niogret                                                                              |
| 11/01/1998                                       | Relais (4 × 7,5 km) | Russie- Olga Melnik - Galina Koukleva - Nadejda Talanova - Albina Akhatova | Allemagne- Uschi Disl - Martina Zellner - Katrin Apel - Petra Behle | Norvège- Ann-Elen Skjelbreid - Annette Sikveland - Gunn Margit Andreassen - Liv Grete Poirée |

| 5. Antholz Anterselva (15 janvier 1998 - 18 janvier 1998) |                     |                                                                        |                                                                                              |                                                                    |
| Date                                                      | Épreuve             | Vainqueur                                                              | Seconde                                                                                      | Troisième                                                          |
| 15/01/1998                                                | Individuel (15 km)  | Olga Romasko                                                           | Liv Grete Poirée                                                                             | Magdalena Forsberg                                                 |
| 17/01/1998                                                | Sprint (7,5 km)     | Nina Lemesh                                                            | Svetlana Ichmouratova                                                                        | Magdalena Forsberg                                                 |
| 18/01/1998                                                | Relais (4 × 7,5 km) | Russie- Anna Sprung - Galina Koukleva - Olga Romasko - Albina Akhatova | Norvège- Ann-Elen Skjelbreid - Annette Sikveland - Gunn Margit Andreassen - Liv Grete Poirée | Allemagne- Uschi Disl - Martina Zellner - Katrin Apel - Katja Beer |

|                                                                          |                    |                                                                     |                                                                        |                                                                                              |
| Jeux olympiques d'hiver 1998 à Nagano (7 février 1998 - 22 février 1998) |                    |                                                                     |                                                                        |                                                                                              |
| Date                                                                     | Épreuve            | Vainqueur                                                           | Seconde                                                                | Troisième                                                                                    |
| 9/02/1998                                                                | Individuel (15 km) | Ekaterina Dafovska                                                  | Olena Petrova                                                          | Uschi Disl                                                                                   |
| 15/02/1998                                                               | Sprint (7,5 km)    | Galina Koukleva                                                     | Uschi Disl                                                             | Katrin Apel                                                                                  |
| 19/02/1998                                                               | Relais (4 × 6 km)  | Allemagne- Uschi Disl - Martina Zellner - Katrin Apel - Petra Behle | Russie- Olga Melnik - Galina Koukleva - Albina Akhatova - Olga Romasko | Norvège- Ann-Elen Skjelbreid - Annette Sikveland - Gunn Margit Andreassen - Liv Grete Poirée |
|                                                                          |                    |                                                                     |                                                                        |                                                                                              |

| 6. Pokljuka (3 mars 1998 - 7 mars 1998) |                    |                    |                         |                   |
| Date                                    | Épreuve            | Vainqueur          | Seconde                 | Troisième         |
| 3/03/1998                               | Individuel (15 km) | Magdalena Forsberg | Florence Baverel-Robert | Uschi Disl        |
| 5/03/1998                               | Sprint (7,5 km)    | Corinne Niogret    | Emmanuelle Claret       | Annette Sikveland |
| 7/03/1998                               | Sprint (7,5 km)    | Magdalena Forsberg | Ann-Elen Skjelbreid     | Christelle Gros   |

|                                                     |                   |                    |                 |                 |
| Championnats du monde 1998 à Pokljuka (8 mars 1998) |                   |                    |                 |                 |
| Date                                                | Épreuve           | Vainqueur          | Seconde         | Troisième       |
| 8/03/1998                                           | Poursuite (10 km) | Magdalena Forsberg | Corinne Niogret | Martina Zellner |
|                                                     |                   |                    |                 |                 |

| 7. Hochfilzen (12 mars 1998 - 14 mars 1998) |                    |            |                    |                  |
| Date                                        | Épreuve            | Vainqueur  | Seconde            | Troisième        |
| 12/03/1998                                  | Individuel (15 km) | Uschi Disl | Andreja Koblar     | Martina Zellner  |
| 14/03/1998                                  | Sprint (7,5 km)    | Uschi Disl | Magdalena Forsberg | Liv Grete Poirée |

|                                                        |                 |                                                                              |                                                                                              |                                                                               |
| Championnats du monde 1998 à Hochfilzen (15 mars 1998) |                 |                                                                              |                                                                                              |                                                                               |
| Date                                                   | Épreuve         | Vainqueur                                                                    | Seconde                                                                                      | Troisième                                                                     |
| 15/03/1998                                             | Equipe (7,5 km) | Russie- Anna Sprung - Olga Romasko - Svetlana Ichmouratova - Albina Akhatova | Norvège- Hildegunn Mikkelsplass - Ann-Elen Skjelbreid - Annette Sikveland - Liv Grete Poirée | Finlande- Katja Holanti - Tiina Mikkola - Mari Lampinen - Sanna-Leena Perunka |
|                                                        |                 |                                                                              |                                                                                              |                                                                               |

### Hommes
| 1. Lillehammer (6 décembre 1997 - 7 décembre 1997) |                     |                |                  |                |
| Date                                               | Épreuve             | Vainqueur      | Seconde          | Troisième      |
| 6/12/1997                                          | Sprint (10 km)      | Frank Luck     | Dag Bjørndalen   | Raphaël Poirée |
| 7/12/1997                                          | Poursuite (12,5 km) | Alexei Aidarov | Halvard Hanevold | Pavel Muslimov |

| 2. Östersund (11 décembre 1997 - 14 décembre 1997) |                     |                                                                                     |                                                                                |                                                                                      |
| Date                                               | Épreuve             | Vainqueur                                                                           | Seconde                                                                        | Troisième                                                                            |
| 11/12/1997                                         | Individuel (20 km)  | Sylfest Glimsdal                                                                    | Alexei Kobelev                                                                 | Viktor Maygurov                                                                      |
| 13/12/1997                                         | Sprint (10 km)      | Alexei Kobelev                                                                      | Raphaël Poirée                                                                 | Carsten Heymann                                                                      |
| 14/12/1997                                         | Relais (4 × 7,5 km) | Norvège- Egil Gjelland - Sylfest Glimsdal - Halvard Hanevold - Ole Einar Bjørndalen | Allemagne- Jan Wüstenfeld - Carsten Heymann - Marco Morgenstern - Sven Fischer | Italie- Patrick Favre - Wilfried Pallhuber - Pieralberto Carrara - René Cattarinussi |

| 3. Kontiolahti (18 décembre 1997 - 21 décembre 1997) |                     |                                                                                |                                                                                  |                                                                                      |
| Date                                                 | Épreuve             | Vainqueur                                                                      | Seconde                                                                          | Troisième                                                                            |
| 18/12/1997                                           | Sprint (10 km)      | Jan Wüstenfeld                                                                 | Ricco Groß                                                                       | Sven Fischer                                                                         |
| 20/12/1997                                           | Poursuite (12,5 km) | Sven Fischer                                                                   | Ludwig Gredler                                                                   | Jan Wüstenfeld                                                                       |
| 21/12/1997                                           | Relais (4 × 7,5 km) | Russie- Sergey Rozhkov - Vladimir Dratchev - Sergey Tarasov - Pavel Rostovtsev | Biélorussie- Alexei Aidarov - Aleh Ryjankow - Vadim Sachourine - Aleksandr Popov | Italie- Patrick Favre - Wilfried Pallhuber - Pieralberto Carrara - René Cattarinussi |

| 4. Ruhpolding (8 janvier 1998 - 11 janvier 1998) |                     |                                                                                 |                                                                    |                                                                            |
| Date                                             | Épreuve             | Vainqueur                                                                       | Seconde                                                            | Troisième                                                                  |
| 8/01/1998                                        | Sprint (10 km)      | Raphaël Poirée                                                                  | Ole Einar Bjørndalen                                               | Ricco Groß                                                                 |
| 10/01/1998                                       | Sprint (10 km)      | Frode Andresen                                                                  | Ole Einar Bjørndalen                                               | Raphaël Poirée                                                             |
| 11/01/1998                                       | Relais (4 × 7,5 km) | Norvège- Egil Gjelland - Frode Andresen - Dag Bjørndalen - Ole Einar Bjørndalen | Allemagne- Ricco Groß - Jan Wüstenfeld - Frank Luck - Sven Fischer | Russie- Sergey Rozhkov - Pavel Vavilov - Pavel Rostovtsev - Alexei Kobelev |

| 5. Antholz Anterselva (15 janvier 1998 - 18 janvier 1998) |                     |                                                                  |                                                                                   |                                                                                  |
| Date                                                      | Épreuve             | Vainqueur                                                        | Seconde                                                                           | Troisième                                                                        |
| 15/01/1998                                                | Individuel (20 km)  | Halvard Hanevold                                                 | Ricco Groß                                                                        | Alexei Aidarov                                                                   |
| 17/01/1998                                                | Sprint (10 km)      | Ole Einar Bjørndalen                                             | Frode Andresen                                                                    | Viktor Maygurov                                                                  |
| 18/01/1998                                                | Relais (4 × 7,5 km) | Allemagne- Ricco Groß - Peter Sendel - Sven Fischer - Frank Luck | Norvège- Egil Gjelland - Halvard Hanevold - Frode Andresen - Ole Einar Bjørndalen | Biélorussie- Alexei Aidarov - Aleh Ryjankow - Aleksandr Popov - Vadim Sachourine |

|                                                                          |                    |                                                                  |                                                                                   |                                                                               |
| Jeux olympiques d'hiver 1998 à Nagano (7 février 1998 - 22 février 1998) |                    |                                                                  |                                                                                   |                                                                               |
| Date                                                                     | Épreuve            | Vainqueur                                                        | Seconde                                                                           | Troisième                                                                     |
| 11/02/1998                                                               | Individuel (20 km) | Halvard Hanevold                                                 | Pieralberto Carrara                                                               | Alexei Aidarov                                                                |
| 18/02/1998                                                               | Sprint (10 km)     | Ole Einar Bjørndalen                                             | Frode Andresen                                                                    | Ville Räikkönen                                                               |
| 21/02/1998                                                               | Relais (4 × 6 km)  | Allemagne- Ricco Groß - Peter Sendel - Sven Fischer - Frank Luck | Norvège- Egil Gjelland - Halvard Hanevold - Dag Bjørndalen - Ole Einar Bjørndalen | Russie- Pavel Muslimov - Vladimir Dratchev - Sergey Tarasov - Viktor Maygurov |
|                                                                          |                    |                                                                  |                                                                                   |                                                                               |

| 6. Pokljuka (3 mars 1998 - 7 mars 1998) |                    |                   |                |                      |
| Date                                    | Épreuve            | Vainqueur         | Seconde        | Troisième            |
| 3/03/1998                               | Individuel (20 km) | Ricco Groß        | Egil Gjelland  | Ole Einar Bjørndalen |
| 5/03/1998                               | Sprint (10 km)     | Frank Luck        | Raphaël Poirée | Viktor Maygurov      |
| 7/03/1998                               | Sprint (10 km)     | Vladimir Dratchev | Sven Fischer   | Ilmārs Bricis        |

|                                                     |                     |                   |                      |                |
| Championnats du monde 1998 à Pokljuka (8 mars 1998) |                     |                   |                      |                |
| Date                                                | Épreuve             | Vainqueur         | Seconde              | Troisième      |
| 8/03/1998                                           | Poursuite (12,5 km) | Vladimir Dratchev | Ole Einar Bjørndalen | Raphaël Poirée |
|                                                     |                     |                   |                      |                |

| 7. Hochfilzen (12 mars 1998 - 14 mars 1998) |                    |                   |                  |                 |
| Date                                        | Épreuve            | Vainqueur         | Seconde          | Troisième       |
| 12/03/1998                                  | Individuel (20 km) | Vladimir Dratchev | Halvard Hanevold | Viktor Maygurov |
| 14/03/1998                                  | Sprint (10 km)     | Vladimir Dratchev | Ilmārs Bricis    | Sven Fischer    |

|                                                        |                |                                                                                     |                                                                     |                                                                               |
| Championnats du monde 1998 à Hochfilzen (15 mars 1998) |                |                                                                                     |                                                                     |                                                                               |
| Date                                                   | Épreuve        | Vainqueur                                                                           | Seconde                                                             | Troisième                                                                     |
| 15/03/1998                                             | Equipe (10 km) | Norvège- Egil Gjelland - Sylfest Glimsdal - Halvard Hanevold - Ole Einar Bjørndalen | Allemagne- Ricco Groß - Carsten Heymann - Sven Fischer - Frank Luck | Russie- Vladimir Dratchev - Alexei Kobelev - Sergey Rozhkov - Viktor Maygurov |
|                                                        |                |                                                                                     |                                                                     |                                                                               |